# Знойко, Дмитрий Васильевич
Дмитрий Васильевич Знойко (23 июля 1903 года, Одесса — 21 августа 1933 года, Нахичевань) — советский энтомолог, специализировавшийся на изучении жуков семейств Carabidae, Staphylinidae, Alleculidae, Petriidae.

## Биография
Родился 23 июля 1903 год а в Одессе в семье врача. Среднее и высшее образование получил в Одессе. Будучи гимназистом увлекся зоологией, в частности к энтомологией. Ещё учась в средней школе он был вынужден начать работать и в мае 1920 года приступил к работе в мастерской наглядных пособий при Одесском Губземотделе, а с апреля 1921 года стал работать препаратором в Государственном Эволюционном Музее Одессгубпрофобра. В 1923—1925 годах состоял хранителем Геологического музея Одесского института народного образования.
Закончил биологическое отделение Одесского института народного образования.
С 1925 года работает наблюдателем Одесского пункта по энтомологии и Фитопатологии при Украинском сельскохозяйственном научном комитете НКЗ, затем лаборантом Одесского сельскохозяйственного института. С 1925 по 1931 года работает специалистом в энтомологическом отделе Одесской областной сельскохозяйственной опытной станции. В 1930 году начинает читать курс энтомологии в Одесском институте народного образования. Состоял начальником зоологического отряда Нахичеванской комплексной экспедиции Академии Наук. Находясь на Араксе, заболел малярией, обнаружившейся у него 2 августа 1933 года в разгар экспедиции, проходившей в горах, приблизительно в 200 км от Нахичевани. Из-за больших трудностей с транспортом, тяжело больного Знойко с трудом доставили в Нахичевань, вместе с другими заболевшими членами экспедиции, только лишь 13 августа. Несмотря на проводимое лечение 21 августа 1933 года он скончался.

## Важнейшие публикации
- Палеарктические представители рода Coryza Рutz. (Coleoptera, Carabidae). (В сотрудничестве с. А. П. Семеновым-Тян-Шанским). Русск. Энт. Обозр., XXI, 1927, #3 — 4, стр. 197—201.
- Заметки о русских видах рода Dyshirius Воn. (Coleoptera, Carabidae). Русск. Энт. Обозр., XXI, 1927, # 3 — 4, стр. 225—229.
- Ober einige wenig bekannte Dyschirius-Arten aus der Gruрре der Dyschirii Clypeodonti. Ежегодн. Зоол. Музея А. Н. СССР, XXVIII, 3, 1927, стр. 338—354.
- Подроды Chaetoleistus Sem. и Eurinophorus Breit. рода Leistus Frol. (Coleoptera, Carabidae) и их виды. (В сотрудничестве с А. П. Семеновым-Тян-Шанским). Русск. Энт. Обозр., XXII, 1928, # 3 — 4, стр. 207—212.
- De Eonebria, subgenere novo generis Nebria Latr., eiusque speciebus (Coleoptera, Carabidae). (В сотрудничестве с А. П. Семеновым-Тянь-Шанским). Русск. Энт. Обозр., XXII, 1928, # 3 — 4, стр. 213—215, фиг. 1.
- Опыт краткого определителя личинок родов жужелиц, встречающихся в СССР и описание личинок Zabrus tenebrioides Gоеzе, Harpalus pubescens Мuell. и Amara equestris Duft. Защ. Раст. от вредит., VI, # 3 — 4, 1929, стр. 335—360, рис. 1 — 30 на табл. I—IV.
- Eine ueue Untergattung und drei neue Arten der Gattung Bledius Мnnh. (Coleoptera, Staphylinidae) aus Suedrussland. Русск. Энт. Обозр., XXIII, 1929, # 3 — 4, стр. 200—209, рис. 1 — 7.
- Новые данные к познанию рода Carabus L. (Coleoptera). (В сотрудничестве с А. П. Семеновым-Тян-Шанским). I—IV. Доклады Акад. Наук. СССР, А. 1932, стр. 37 — 41, 183—187, 188—191 и 215—218.
- Revisio synoptica speciorum subgeneris Cyclocarabus Rttr. generis Carabus (L.) (Coleoptera, Саrabidae). (В сотрудничестве с А. П. Семеновым-Тян-Шанским). Entomologishes Nachrichtenblatt, VI, 2 Heft, Juni, 1932, р. 62 — 66.
- О систематическом положении семейства Petriidae (Coleoptera). Труды Зоол. Ин-та Акад. Наук. СССР, том II, вып. 2.